# 永清路
永清路是中華人民共和國上海市寶山區一條南北走向瀝青道路，道路南起淞寶路，北至寶楊路，長度在720米以上，寬8.5米，其中車行道寬6.5米。道路建於1948年。道路沿途為住宅區。